# Lucius Paconius Proculus
Lucius Paconius Proculus (vollständige Namensform Lucius Paconius Luci filius Palatina Proculus) war ein im 2. Jahrhundert n. Chr. lebender Angehöriger des römischen Ritterstandes (Eques). Durch eine Inschrift, die in Rom gefunden wurde und die auf 101/150 datiert wird, sind einzelne Stationen seiner militärischen Laufbahn (siehe Tres militiae) bekannt.
Proculus war zunächst Kommandeur (Präfekt) der Cohors I Flavia Hispanorum equitata pia fidelis. Danach wurde er Tribunus militum in der Legio XI Claudia pia fidelis, die in der Provinz Moesia inferior stationiert war. Als Nächstes übernahm er im Rang eines Präfekten die Leitung eines Kavallerieverbandes, der aus Vexillationen von Einheiten gebildet wurde, die in Moesia inferior und Dacia stationiert waren. Mit diesen Vexillationen nahm er um 114/117 am Partherkrieg Trajans teil und erhielt dafür militärische Auszeichnungen. Als vierte Stufe folgte der Posten eines Präfekten der Ala prima Augusta Parthorum, die in Mauretania Caesariensis stationiert war.
Proculus war in der Tribus Palatina eingeschrieben.

## Cohors I Flavia Hispanorum
Margaret M. Roxan und John Spaul ordnen Proculus der Cohors I Flavia Hispanorum zu, die in der Provinz Germania inferior stationiert war. Florian Matei-Popescu, Ovidiu Țentea ordnen ihn dagegen der Cohors I Flavia Ulpia Hispanorum zu, die in Moesia superior stationiert war.